# Os Simpsons
The Simpsons (bra/prt: Os Simpsons) é uma sitcom animada norte-americana criada por Matt Groening e desenvolvida por James L. Brooks e Sam Simon para a Fox Broadcasting Company. A série é uma paródia satírica do estilo de vida da classe média dos Estados Unidos, personificada pela família Simpson, composta por Homer, Marge, Bart, Lisa e Maggie. Ambientada na cidade fictícia de Springfield, em um local não especificado nos Estados Unidos, a série caricatura a sociedade, a cultura ocidental, a televisão e a condição humana.
A família foi concebida por Groening pouco antes de uma solicitação para uma série de curtas de animação com o produtor Brooks. Ele elaborou uma família disfuncional e nomeou os personagens como os membros de sua própria família, substituindo o seu próprio nome por Bartholomew (Bart). Os curtas tornaram-se parte do programa The Tracey Ullman Show em 19 de abril de 1987. Após três temporadas, o projeto foi transformado em um programa para o horário nobre, tornando-se primeira série da rede a figurar na lista dos 30 programas mais assistidos da temporada televisiva de 1989-1990.
Desde sua estreia, em 17 de dezembro de 1989, 790 episódios da série já foram exibidos. É a série animada norte-americana de maior duração, a sitcom norte-americana de maior duração e o programa de horário nobre há mais tempo em transmissão. Um longa-metragem, The Simpsons Movie, foi lançado nos cinemas do mundo todo em 27 de julho de 2007, com sucesso de crítica e público, com uma sequência em desenvolvimento em 2024. A série também gerou inúmeras histórias em quadrinhos, jogos eletrônicos, livros e outras mídias relacionadas, bem como uma franquia de merchandising bilionária. The Simpsons foi inicialmente uma produção conjunta da Gracie Films e da 20th Television; o envolvimento da 20th Television foi posteriormente transferido para a 20th Television Animation, uma unidade separada da Disney Television Studios. Em 2 de abril de 2025, a série foi renovada para quatro temporadas adicionais na Fox, com 15 episódios cada.
The Simpsons é amplamente considerada como uma das maiores séries de televisão de todos os tempos, recebeu grande aclamação durante suas primeiras temporadas na década de 1990, que são geralmente consideradas sua "era de ouro". A revista Time classificou a série como a melhor do século XX, e Erik Adams, do The A.V. Club, o chamou de "a maior conquista da televisão, independentemente do formato". Em 14 de janeiro de 2000, a animação foi homenageada com uma estrela na Calçada da Fama de Hollywood, na Califórnia. A série já venceu inúmeros prêmios desde a sua estreia, incluindo 37 Primetime Emmy Awards, 30 prêmios Annie e um 2 prêmios Peabody. A expressão exclamativa utilizada por Homer, "D'oh", foi incluída no Oxford English Dictionary, enquanto a série tem influenciado várias sitcoms direcionadas ao público adulto.

## Produção

### Roteiristas
A primeira equipe de roteiristas foi montada por Sam Simon e era composta por John Swartzwelder, Jon Vitti, George Meyer, Jeff Martin, Al Jean, Mike Reiss, Jay Kogen e Wallace Wolodarsky. Tipicamente, o grupo consistia de dezesseis roteiristas que propunham ideias para os episódios no início do mês de dezembro. O autor principal de cada episódio escrevia o primeiro rascunho. As sessões de grupo reescreviam e desenvolviam roteiros finais, que permitiam adicionar ou remover piadas, inserir cenas e organizar releituras do texto por intérpretes vocais do programa.

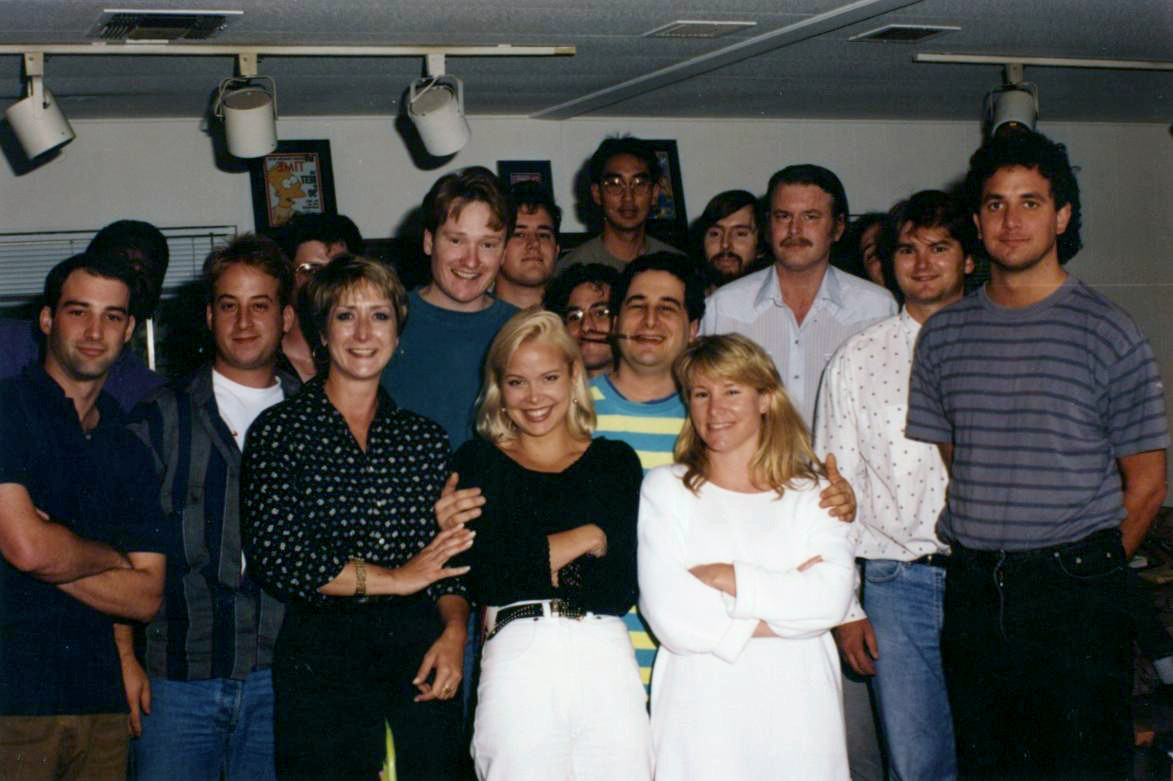
Fotografia de parte da equipe de roteiristas de The Simpsons em 1992, onde estão nomes como Al Jean, Conan O'Brien, Bill Oakley, Mike Reiss, George Meyer, entre outros.

Até 2004, George Meyer, que tinha desenvolvido a animação desde a primeira temporada, era ativo nessas sessões. Ao passar um longo tempo, o escritor Jon Vitti inventou as melhores histórias em um dado episódio, apesar de outros escritores receberem os créditos no roteiro final. Cada episódio leva seis meses para ser produzido, então a série raramente aborda acontecimentos atuais.
Creditado em sessenta episódios, John Swartzwelder é o roteirista mais prolífico de todos do programa. Um dos roteiristas mais conhecidos é Conan O'Brien, que contribuiu com vários episódios no início de 1990, antes de substituir David Letterman, anfitrião do talk show chamado Late Night. O comediante Ricky Gervais escreveu o episódio "Homer Simpson, This Is Your Wife", tornando-se a primeira celebridade a escrever um episódio e a primeira estrela convidada em um episódio da animação. Seth Rogen e Evan Goldberg, escritores do filme Superbad, escreveram o episódio "Homer, the Whopper".
No final de 2007, os roteiristas de The Simpsons entraram em greve, juntamente com o resto do Sindicato dos Roteiristas dos Estados Unidos. Os escritores da série já haviam se juntado ao sindicato em 1998.

### Produtores executivos
Lista de produtores ao longo da série
- Temporadas 1–2: Matt Groening, James L. Brooks, & Sam Simon
- Temporadas 3–4: Al Jean & Mike Reiss
- Temporadas 5–6: David Mirkin
- Temporadas 7–8: Bill Oakley & Josh Weinstein
- Temporadas 9–12: Mike Scully
- Temporada 13–presente: Al Jean

Matt Groening e James L. Brooks têm sido os produtores executivos durante toda a história da série. Sam Simon foi descrito por Brad Bird, antigo diretor da série, como "o herói desconhecido", atuando também como supervisor criativo para as quatro primeiras temporadas. No entanto, estava constantemente em conflito com Matt Groening, James L. Brooks e com a Gracie Films. Por este motivo, ele desistiu da série em 1993. Antes de desistir, negociou um acordo para receber uma parte dos lucros anuais do programa e um crédito de produtor executivo, apesar de não trabalhar na animação desde 1993. A posição mais envolvida no programa é a do escritor principal, que gerencia a produção para uma temporada inteira.

### Desenvolvimento

A família Simpson quando apareceram pela primeira vez no The Tracey Ullman Show.

O criador de The Simpsons, Matt Groening, concebeu a ideia da série na sala de espera do escritório de James L. Brooks, produtor do The Tracey Ullman Show, que desejava incluir pequenos esboços de animação antes e depois dos intervalos comerciais. Brooks havia pedido a Groening que lhe desse uma ideia para uma série de curtas animados. Groening tinha a intenção de apresentar sua série em quadrinhos chamada Life in Hell. No entanto, Groening percebeu que a animação de Life in Hell implicaria na rescisão dos direitos de publicação de sua obra. Ainda na sala de espera, ele escolheu criar novos personagens, formulando sua própria versão de uma família disfuncional. Para nomear os personagens, Groening usou o nome de alguns de seus familiares.
A família Simpson fez sua primeira aparição em curtas animados exibidos no The Tracy Ullman Show em 19 de abril de 1987. Groening elaborou aos animadores pequenos esboços, presumindo que eles iriam ser melhorados no processo de produção. No entanto, os animadores simplesmente reproduziram seus desenhos, o que deu origem à aparência imperfeita dos personagens nos primeiros curtas. A animação foi produzida domesticamente nos estúdios da Klasky Csupo, sendo que Wes Archer, David Silverman e Bill Kopp foram os animadores da primeira temporada. Gyorgyi Peluce foi quem decidiu colorir os personagens de amarelo.

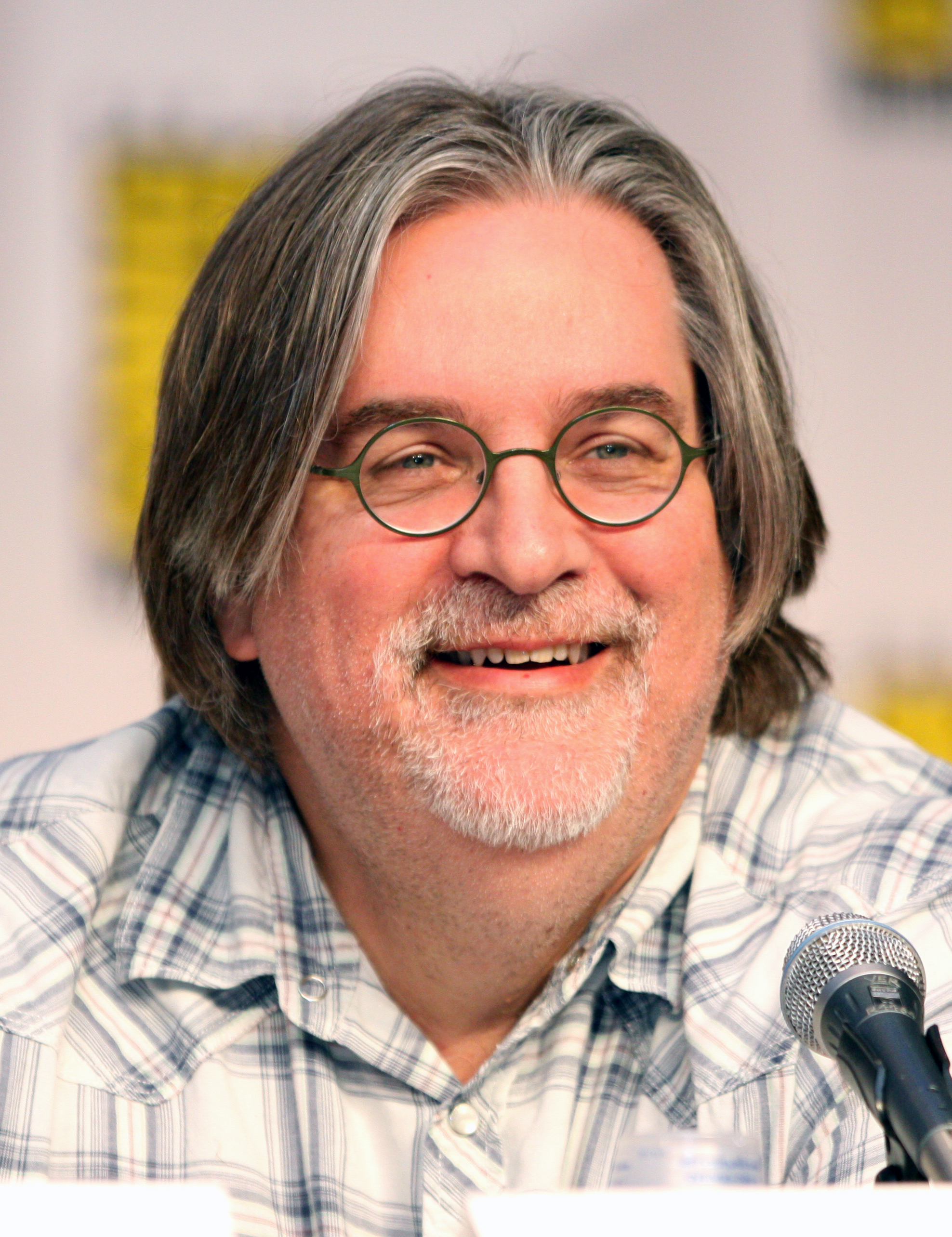
Matt Groening, criador da série.

Em 1989, uma companhia de produção transformou The Simpsons em uma série de meia hora para a Fox Broadcasting Company (FOX). Brooks negociou uma cláusula no contrato com a Fox que impedia a emissora de interferir no conteúdo do programa. Groening disse que seu objetivo ao criar o programa era o de oferecer ao público uma alternativa ao "lixo mainstream" que assistiam.
A série de meia hora estreou em 17 de dezembro de 1989, com o especial de Natal "Simpsons Roasting on an Open Fire". "Some Enchanted Evening" foi o primeiro episódio produzido, mas foi transmitido em maio de 1990 como o último episódio da primeira temporada, devido a problemas na animação. Em 1992, Tracey Ullman moveu uma ação judicial contra a Fox, alegando ser a fonte do sucesso da série. Na ação, Tracey desejava receber uma parte dos lucros de The Simpsons, o que foi rejeitado pelos tribunais.

### Dubladores
The Simpsons possui seis membros do elenco principal: Dan Castellaneta, Julie Kavner, Nancy Cartwright, Yeardley Smith, Hank Azaria e Harry Shearer. Castellaneta faz Homer Simpson, Abraham Simpson, Krusty, Barney Gumble e outros personagens masculinos adultos. Julie Kavner faz a voz de Marge Simpson e suas irmãs Patty Bouvier e Selma Bouvier, além de outros vários personagens menores. Castellaneta e Kavner eram uma parte do elenco do The Tracey Ullman Show e foram dadas as partes para que não seria necessário novos atores para o elenco. Cartwright faz as vozes de Bart Simpson, Nelson Muntz, Ralph Wiggum e de outras crianças. Smith, a voz de Lisa Simpson, é o único membro do elenco que regularmente interpreta apenas um personagem, embora, ocasionalmente, ela interprete outros personagens ao longo de outros episódios. Os produtores decidiram realizar uma escolha de um elenco para o papel de Bart e Lisa. Smith tinha sido inicialmente convocada para o papel de Bart, mas diretora de elenco Bonita Pietila acreditava que sua voz era muito aguda para o personagem, então ela foi convocada para o papel de Lisa. Cartwright originalmente fazia a voz de Lisa, mas ao chegar na audição, ela descobriu que Lisa era simplesmente descrita como a "filha do meio" e que no momento, não tinha muita personalidade. Cartwright se tornou mais interessada no papel de Bart, que era descrito como "desonesto e irreverente". Cartwright é a única dos seis principais integrantes do elenco de The Simpsons que já haviam sido treinados profissionalmente em dublagem antes de trabalhar na série.
Azaria e Shearer não dublaram nenhum dos membros da família Símpson, mas fizeram a maioria das vozes dos personagem do sexo masculino na cidade de Springfield. Azaria, que tem integrado uma parte do elenco regular de vozes de The Simpsons desde a segunda temporada, faz as vozes de personagens recorrentes, como Moe Szyslak, Chefe Wiggum e Apu Nahasapeemapetilon. Shearer realiza as vozes de Sr. Burns, Waylon Smithers, Diretor Skinner, Ned Flanders, Lovejoy e Dr. Hibbert. Cada membro do elenco principal ganhou um Primetime Emmy Award de Melhor Atuação de Voz.
Com uma exceção, os créditos finais de cada episódio listam apenas os dubladores, sem seus respectivos personagens. Tanto a Fox quanto a equipe de produção queriam manter suas identidades em segredo durante as primeiras temporadas e, portanto, fechavam as portas na maior parte das sessões de gravação. No entanto, a rede finalmente revelou os papéis que cada ator realizava no episódio "Old Money", porque os produtores disseram que os dubladores deveriam receber o crédito por seu trabalho. Em 2003, o elenco apareceu em um episódio do talk show Inside the Actors Studio, fazendo performances ao vivo das vozes de seus personagens.
Até 1998, os seis atores principais eram pagos com um salário de 30 mil dólares por episódio. Em 1998, estavam envolvidos em uma disputa salarial com a Fox. A empresa ameaçou substituí-los por novos atores, mesmo preparando audições para novas vozes, Groening, criador da série, apoiou os atores em sua ação judicial. O problema foi logo resolvido e, de 1998 a 2004, foram pagos 125 mil dólares por episódio para cada dublador. A receita do programa continuou subindo com as vendas de DVDs e em abril de 2004 o elenco principal parou de aparecer para as leituras de roteiros, exigindo que o salário aumentasse para 360 mil dólares por episódio. A greve foi resolvida um mês depois e seus salários foram aumentados para algo entre 250 mil e 360 mil dólares por episódio. Em 2008, a produção para a 20ª temporada foi interrompida devido a negociações de novos contratos com os dubladores, que queriam uma um salário próximo ao valor de 500 mil dólares por episódio. As negociações foram concluídas brevemente e o salário dos atores foi elevado para 400 mil dólares.
| Principais membros do elenco                                                                     | Principais membros do elenco         | Principais membros do elenco                      | Principais membros do elenco | Principais membros do elenco                                                                                  | Principais membros do elenco                                                                                        |
| ------------------------------------------------------------------------------------------------ | ------------------------------------ | ------------------------------------------------- | ---------------------------- | --- | --- |
|                                                                                                  |                                      |                                                   |                              | | |
| Dan Castellaneta                                                                                 | Julie Kavner                         | Nancy Cartwright                                  | Yeardley Smith               | Hank Azaria                                                                                                   | Harry Shearer |
| Homer, Vovô Simpson, Barney, Krusty, Zelador Willie, Prefeito Quimby, Hans Moleman, entre outros | Marge, Patty Bouvier e Selma Bouvier | Bart, Nelson, Ralph, Todd Flanders, entre outros. | Lisa                         | Moe, Chefe Wiggum, Apu, Cara da Loja de Quadrinhos, Carl, Cletus, Professor Frink, Nick Riviera entre outros. | Sr. Burns, Smithers, Ned Flanders, Lovejoy, Kent Brockman, Dr. Hibbert, Lenny, Diretor Skinner, Otto, entre outros. |

Além do elenco principal, Pamela Hayden, Tress MacNeille, Marcia Wallace, Maggie Roswell e Russi Taylor fazem as vozes do elenco de apoio. De 1999 a 2002, a maioria dos personagens do elenco de apoio eram dublados por Marcia Mitzman Gaven. Karl Wiedergott também dublou os personagens menores, mas não fez a voz de quaisquer personagens recorrentes. Entre os "convidados especiais" da animação estão Albert Brooks, Phil Hartman, Jon Lovitz, Joe Mantegna, e Kelsey Grammer. Após a morte de Hartman, em 1998, os personagens dublados por ele foram retirados. Tony Bennett foi a primeira celebridade convidada a aparecer como si mesmo, fazendo uma breve aparição no episódio da segunda temporada chamado "Dancin Homer".
O programa é dublado em várias outras línguas, incluindo japonês, alemão, espanhol e português. É também um dos poucos programas dublados tanto em francês padrão quanto em francês quebequense. The Simpsons tem sido transmitido também em árabe, mas devido aos costumes islâmicos, muitos aspectos do programa têm sido frequentemente alterados. Por exemplo, Homer bebe refrigerante em vez de cerveja e come salsichas egípcias de carne bovina em vez de cachorros-quentes. Devido a essas mudanças, a versão árabe da série manifestou críticas dos fãs mais antigos da animação.
Atualmente as vozes de Homer/Abe no Brasil são de Carlos Alberto, Marge é feita por Selma Lopes, Lisa é dublada por Flávia Saddy e Bart é dublado por Rodrigo Antas. Os nomes em português de alguns personagens foram modificados. O personagem "Gil" tem seu nome pronunciado como "Jil", "Snowball" é chamado de Bola de Neve e "Santa's Little Helper" é chamado "Ajudante do Papai Noel". O Kwik E'Mart da primeira temporada é chamado de "Mercadinho". Lenny, amigo de Homer é dublado por Mario Tupinamba Filho e tem um típico sotaque do nordeste brasileiro. The Simpsons é dublado para o português pelo estúdio Audio News sediado no Rio de Janeiro, Brasil.

### Animação

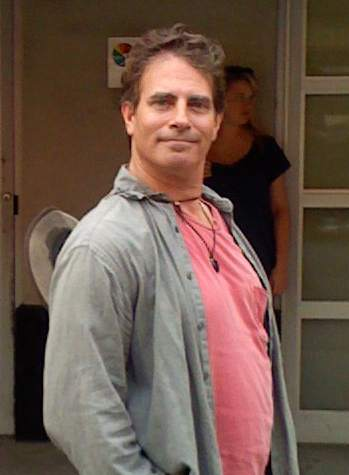
Diretor de animação David Silverman, que ajudou a definir o visual da série.

Vários diferentes estúdios de animação dos Estados Unidos e de outros países participaram do processo de animação de The Simpsons. Durante toda a exibição dos curtas animados no The Tracey Ullman Show, a animação foi produzida domesticamente na Klasky Csupo. Com a estreia da série, devido a uma maior carga de trabalho, a Fox subcontratou a produção de vários estúdios internacionais, localizados na Coreia do Sul. São eles: AKOM Anivision, Rough Draft Studios, USAnimation, e Toonzone Entertainment. Suspeita-se de uma conexão subcontratada na Coreia do Norte, a SEK Studio, o que não foi confirmado. Os artistas na animação dos estúdios USAnimation e Film Roman, produziram storyboards, desenharam, projetaram novos personagens, cenários e adereços. Os estúdios no exterior, em seguida, chamaram especialistas de tinta e pintura, para renderizarem a animação antes que ela seja enviada de volta para os Estados Unidos para ser entregue a Fox, três a quatro meses mais tarde.
Nas três primeiras temporadas, a Klasky Csupo animou The Simpsons nos Estados Unidos. Em 1992, a empresa de produção da série, a Gracie Films, ligada à produção doméstica da Film Roman, continuou a animar o programa a partir de 2010. Na 14ª temporada, a produção mudou a animação para coloração digital. O primeiro episódio a experimentar a coloração digital foi "Radioactive Man", em 1995. Os animadores usaram tinta digital e pintura durante a produção dos 12 episódios da terceira temporada. "Tennis the Menace" foi um dos episódios da terceira temporada a experimentar, mas a Gracie Films atrasou o uso regular de tinta digital para até duas temporadas depois.
A série começou a ser exibida em alta definição na 20ª temporada, com o episódio "Take My Life, Please", que foi ao ar 15 de fevereiro de 2009. A mudança para HDTV incluiu uma nova sequência de abertura. Matt Groening chamou a mudança de "complicada", porque afetou o calendário e a composição da animação.

## Características principais

### Personagens

Os vários personagens da animação

A série é focada nas aventuras de uma típica família suburbana do meio-oeste estadunidense. O pai, Homer Simpson, é inspetor de segurança da Usina Nuclear de Springfield. Marge Simpson, sua esposa, é uma dona de casa estereotipada. O casal tem três filhos: Bart, um garoto rebelde de dez anos; Lisa, uma menina-prodígio de oito anos que adora tocar saxofone e Maggie, a caçula da família, uma bebê que não fala - sua primeira palavra foi "papai", no episódio "Lisa's First Word" - mas que é considerada pelos fãs como a mais inteligente e misteriosa personagem da série (que depois é revelado que toca saxofone melhor que Lisa, no episódio "Smart and Smarter").
Completam a família um cachorro chamado Ajudante do Papai Noel, além de um gato chamado Bola de Neve. Os produtores decidiram que os personagens não envelheceriam ao longo da série, embora celebrações como festas religiosas e de fim de ano apareçam com frequência. Há ainda um grande número de personagens menores, desde parentes da família até coadjuvantes eventuais. O programa inclui um conjunto de personagens peculiares: amigos de trabalho, professores, amigos, familiares, parentes, moradores e celebridades locais. Os criadores originalmente destinaram muitos desses personagens para preencheram funções na cidade. Alguns deles ganharam papéis que se expandiram e, posteriormente, atuaram em seus próprios episódios. De acordo com Matt Groening, o show adotou o conceito de um grande elenco de apoio de uma sitcom.

### Ambientação

Panorama da cidade de Springfield visto em Os Simpsons: o Filme

A série é intencionalmente evasiva em relação à localização da cidade de Springfield. O nome "Springfield" é comum nos Estados Unidos e aparece em 22 de seus estados. Geograficamente, Springfield e seus arredores têm litoral, desertos, terras vastas, altas montanhas, ou qualquer outro ambiente que seja requerido pela história ou piada.
Groening disse que Springfield tem muito em comum com Springfield, Oregon, a cidade onde ele cresceu. Mais tarde, em 2012, ele acabou por revelar que de fato a cidade de Springfield na série situa-se no Oregon.

### Temática
The Simpsons usam a configuração padrão de uma sitcom, centrada em uma família de classe média e sua vida em uma cidade norte-americana típica. No entanto, devido à sua natureza de animação, a série tem um escopo mais amplo do que o de uma sitcom normal. A cidade de Springfield age como um universo completo, no qual os personagens podem explorar os problemas enfrentados pela sociedade contemporânea. Por Homer ter um trabalho em uma usina nuclear, a série pode comentar sobre o meio ambiente. Através de Bart e Lisa na Escola Primária de Springfield, os autores ilustram questões controversas no campo da educação. A cidade possui uma vasta gama de canais de televisão que vão de programação infantil a notícias locais, o que permite que os produtores façam piadas sobre si mesmos e sobre a indústria do entretenimento.
Alguns críticos dizem que a série é de natureza política e suscetível a um viés esquerda-direita. Al Jean admitiu numa entrevista que "Nós [a série] somos de tendência liberal", sendo que o termo "liberal" nos Estados Unidos equivale a progressista, ou seja, a esquerda estadunidense. Os autores frequentemente evidenciam uma valorização de ideais liberais, mas a série faz piadas com todo o espectro político. Retrata o governo e as grandes corporações como entidades insensíveis, que se aproveitam do trabalhador comum. Assim, os autores frequentemente mostram autoridades de maneira pouco lisonjeira. Em The Simpsons, os políticos são corruptos, os religiosos, como o Reverendo Lovejoy, são indiferentes aos fiéis e a polícia local é incompetente. A religião também figura como um tema recorrente. Em tempos de crise, a família muitas vezes se volta para Deus e assim o desenho tem abordado a maioria das grandes religiões.

## Marcas registradas

### Sequência de abertura

Trecho da sequência de abertura de quando a série passou a ser transmitida em HDTV

A sequência de abertura de The Simpsons é uma das características mais marcantes da série. A maioria dos episódios são abertos com a câmera passando do título do programa para a cidade de Springfield. A câmera então segue os membros da família a caminho de casa. Ao entrar em sua casa, os Simpsons sentam em seu sofá para assistir televisão. A abertura foi criada por David Silverman. Foi a primeira tarefa que ele fez quando a produção do programa começou. A música da série foi composta pelo músico Danny Elfman em 1989, após Groening se aproximar dele pedindo uma música estilo retrô. Esta abertura tem sido considerada por Elfman como a coisa mais popular de sua carreira.
Um dos aspectos mais distintos da abertura são as três mudanças de episódio para episódio. As três mudanças são: Bart escreve coisas diferentes no quadro-negro da escola, Lisa tem solos diferentes em seu saxofone (menos nas primeiras temporadas, em que o solo é o mesmo) e as cenas de quando a família entra na sala de estar para se sentar no sofá podem mudar. Em 15 de fevereiro de 2009, uma nova sequência de abertura foi introduzida para acompanhar a transição para HDTV. A sequência tinha todas as características da abertura original, mas foram acrescentados vários detalhes e personagens.

### Episódios de Halloween

Imagem promocional do episódio "Treehouse of Horror XI"

O episódio especial de Halloween se tornou uma tradição anual. "Treehouse of Horror" foi ao ar pela primeira vez em 1990, como parte da segunda temporada. Foram separadas três histórias diferentes para cada episódio de Dia das Bruxas. Estes episódios geralmente envolvem a família em alguns momentos de horror, ficção científica ou de fenômenos sobrenaturais e, muitas vezes, parodiam filmes do gênero. Eles sempre acontecem fora da continuidade normal do programa. Embora a série Treehouse seja feita para ser vista no Halloween, nos últimos anos, novos episódios foram lançados depois do Halloween, devido o atual contrato da Fox Series com a Major League Baseball.

### Humor
O humor do programa se baseia em referências culturais que cobrem um vasto espectro da sociedade para que os telespectadores de todas as gerações possam apreciar a série. Tais referências, por exemplo, vêm de filmes, programas de televisão, música, literatura, ciência e desenhos animados. Também são adicionadas piadas ou histórias vistas para o segundo plano humorístico do programa ou através de pedaços incongruentes de texto em placas, jornais e em outros lugares. O público, pode muitas vezes não perceber as piadas visuais em uma única visualização. Algumas são tão rápidas que só é possível perceber a piada visual se pausar uma gravação de vídeo do programa. Kristin Thompson argumenta que The Simpsons usa uma "enxurrada[...] de referências culturais, caracterização intencionalmente incoerente e considerável auto-reflexividade sobre as convenções de televisão e o status do programa é como de um programa de televisão."
Uma das marcas registradas no início, eram voltadas para as brincadeiras de Bart com o proprietário da Taverna do Moe, Moe Szyslak. Moe tenta encontrar Bart no bar, mas logo percebe que é um trote e fica com raiva e o ameaça. Como a série progrediu, tornou-se mais difícil para os escritores a chegar a um nome falso e escrever uma resposta irritada do Moe e as brincadeiras deixaram de ser regulares durante a quarta temporada.
The Simpsons também influencia, frequentemente, o humor autorreferencial. A forma mais comum está nas piadas sobre a Fox. A série usa frases de efeito e a maioria dos personagens primários e secundários têm pelo menos uma cada. Entre as expressões notáveis a de quando Homer fica irritado e diz "D'oh!", o "Excelente ..." do Sr. Burns e o "Ha-ha!" Nelson. Bart também possui frases de efeito, como "¡Ay, caramba!", "Não tem uma vaca, cara!", "Coma meus shorts!" e "Eu não fiz isso!". Mais passado um tempo, essas frases de efeito não foram mais pronunciadas, com exceção de "¡Ay, caramba!". No episódio "Bart Gets Famous", Bart fica famoso no programa do Krusty ao pronunciar a frase: "Eu não fiz isso."

## Influência

### Na linguagem
The Simpsons provocaram uma série de neologismos na linguagem popular estadunidense. Mark Liberman, diretor do "Linguistic Data Consortium" disse: "The Simpsons tem aparentemente substituído Shakespeare e a Bíblia como a maior fonte de nossa cultura de expressões idiomáticas, frases de efeito e de diversas outras alusões textuais." A famosa expressão "D'oh" de Homer é tão difundida no mundo que chegou a aparecer no dicionário Oxford English Dictionary, mas sem a apóstrofe. O termo tem sido utilizado até mesmo em produções fora dos Estados Unidos, como foi o caso de um episódio de 2008 de Doctor Who, série de televisão do Reino Unido.
Há outras expressões que apareceram em The Simpsons que entraram na linguagem popular estadunidense, como o "Excelente!" do Sr. Burns, o famoso "Yuhuu!" de Homer ou o riso zombeteiro "Ha! Ha!" de Nelson Muntz. A frase "macacos rendidos comedores de queijo", proferida por Willie no episódio "Round Springfield", foi usada em 2003 pelo colunista Jonah Goldberg, o conservador da revista National Review, depois da recusa da França de apoiar a resolução dos Estados Unidos no Conselho de Segurança das Nações Unidas para a atacar o Iraque e se espalhou rapidamente entre outros jornalistas.
A palavra "cromulent", inventada pelos escritores da série no episódio "Lisa the Iconoclast", foi incluída no novo dicionário em inglês Webster Millennium Dictionary. A palavra "Kwyjibo", criada por Bart no episódio "Bart the Genius "enquanto ele joga Scrabble, foi um dos apelidos do vírus de computador de Melissa.

### Na televisão

Trecho do episódio "The Simpsons Guy", da 13ª temporada de Family Guy

The Simpsons foi a primeira série de animação transmitida com sucesso no horário nobre, desde o programa Wait till Your Father Gets Home, transmitido na década de 1970. Durante a maior parte dos anos 1980, os especialistas acreditavam que essas séries eram apenas para crianças e as animações de uma série eram muito caras para atingir a qualidade esperada em um programa do horário nobre. The Simpsons mudou essa ideia ao fazer o uso de estúdios sul-coreanos de animação para colorir, animar e filmar a série, e os custos de filmagem foram reduzidos. O sucesso de The Simpsons e a redução dos custos da sua produção, incentivaram outras emissoras a produzir outras séries animadas. Isso levou a criação de muitas séries de animação no horário nobre nos anos 1990, como South Park, Family Guy, King of the Hill, Futurama (do mesmo criador de The Simpsons) e The Critic. South Park homenageou a série com o episódio "Simpsons Already Did It", enquanto Family Guy dedicou o episódio "The Simpsons Guy" ao programa.
Na Geórgia, a série de televisão animada The Samsonadzes, lançada em novembro de 2009, tem se destacado por sua semelhança muito forte com The Simpsons, o que foi admitido por seu próprio criador, Shalva Ramishvili. A série também influenciou séries não-animadas, como Malcolm in the Middle, que estreou em 9 de janeiro de 2000, após The Simpsons. Malcolm in the Middle também usa piadas escondidas, ao contrário da maioria dos sitcoms. Ricky Gervais vê The Simpsons como uma grande influência na sitcom britânica The Office.

## Recepção e conquistas

### Sucesso inicial
The Simpsons foi a primeira série de televisão da Fox a entrar na lista das 30 melhores séries avaliadas. O personagem Bart Simpson foi o protagonista principal na maioria dos episódios das três primeiras temporadas, enquanto nas temporadas seguintes o foco foi o personagem Homer Simpson. Em 1990, Bart rapidamente se tornou um dos personagens de TV mais populares e surgiu a chamada "Bartmania". Também foi o personagem da série a vender produtos mais largamente, como camisetas. No início dos anos 1990, começaram a ser vendido milhões de camisetas com sua imagem; foram vendidas, pelo menos, um milhão delas em poucos dias. Várias escolas públicas dos Estados Unidos proibiram o uso destas camisas porque consideraram Bart um mau exemplo e, principalmente, porque quando ele tirava notas baixas dizia ter orgulho disso. Os produtos dos Simpsons venderam bem e geraram 2 bilhões de dólares em lucros durante os primeiros 14 meses de vendas. Devido à sua popularidade, Bart era muitas vezes apresentado como membro da família Simpson nos anúncios da série, mesmo para os episódios em que não fazia parte do elenco principal.

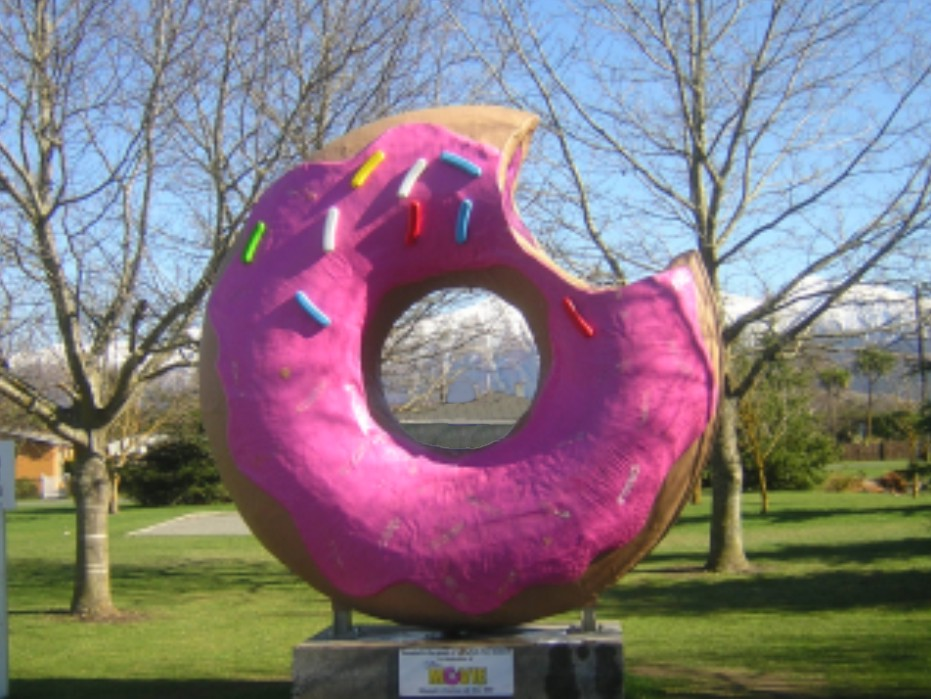
Estátua de donut em Springfield, Nova Zelândia.

Devido ao sucesso da série no verão de 1990, a emissora decidiu mudar o horário de transmissão de The Simpsons para a noite de domingo, com o mesmo horário da quinta-feira à noite, que concorria com The Cosby Show, da NBC, a maior série nominal naquela época. Durante todo o verão, foram publicadas várias histórias sobre a suposta rivalidade "Bill vs. Bart". O episódio da segunda temporada, "Bart Gets an F" (1990), foi exibido ao mesmo tempo em que The Cosby Show. O episódio tinha uma quota de audiência baixa, atrás de The Cosby Show, que teve uma participação de 18,5. A taxa é baseada no número de domicílios com televisores sintonizados para a série, mas a Nielsen Media Research estimou que 33,6 milhões de telespectadores assistiram o episódio, o que torna a série mais assistida no número real de espectadores naquela semana. Naquela época, foi o episódio mais visto na história da Fox, e ainda é um dos episódios com maior audiência da história da série.
The Simpsons tem sido elogiado por muitos críticos, sendo descrita como "a série mais irreverente no ar e sem arrependimento". Em uma crítica de 1990 sobre a série, Ken Tucker, da revista Entertainment Weekly, disse: "[Eles são] a mais complicada família americana, com simples desenhos animados bem feitos. O grande paradoxo é que milhões de pessoas deixam de assistir os três principais programas na noite de domingo para assistir The Simpsons". Tucker também descreveu a série como "um fenômeno cultural, um desenho animado no horário nobre que agrada a toda a família".
De acordo com palavras do próprio Matt Groening "The Simpsons são muito populares em alguns países, mas há outros que por algum motivo não é o caso" "-Não sei porquê, mas o que acontece no Japão, onde a série é conhecida, mas não atinge o nível de audiência de outros lugares". No Brasil, a série estreou em 1991 na Rede Globo, que a exibia nos finais de tarde. Entre 1997 e 2003 a série foi exibida pelo SBT passando a ser utilizada como um trunfo, sendo remanejada de horário de acordo com a conveniência da emissora. Retornou a Globo em 2003 sendo inicialmente exibida às 11h30m, após o TV Globinho, depois passou a integrar o programa infantil e depois nas madrugadas de sábado para domingo. Em janeiro de 2013, a série é adquirida pela Rede Bandeirantes sendo exibido no horário nobre no padrão americano. Em Portugal, a série estreou em 1991 e começou por ser exibida na RTP1. Mais tarde, mudou para a RTP2.

### Prêmios, indicações e recordes

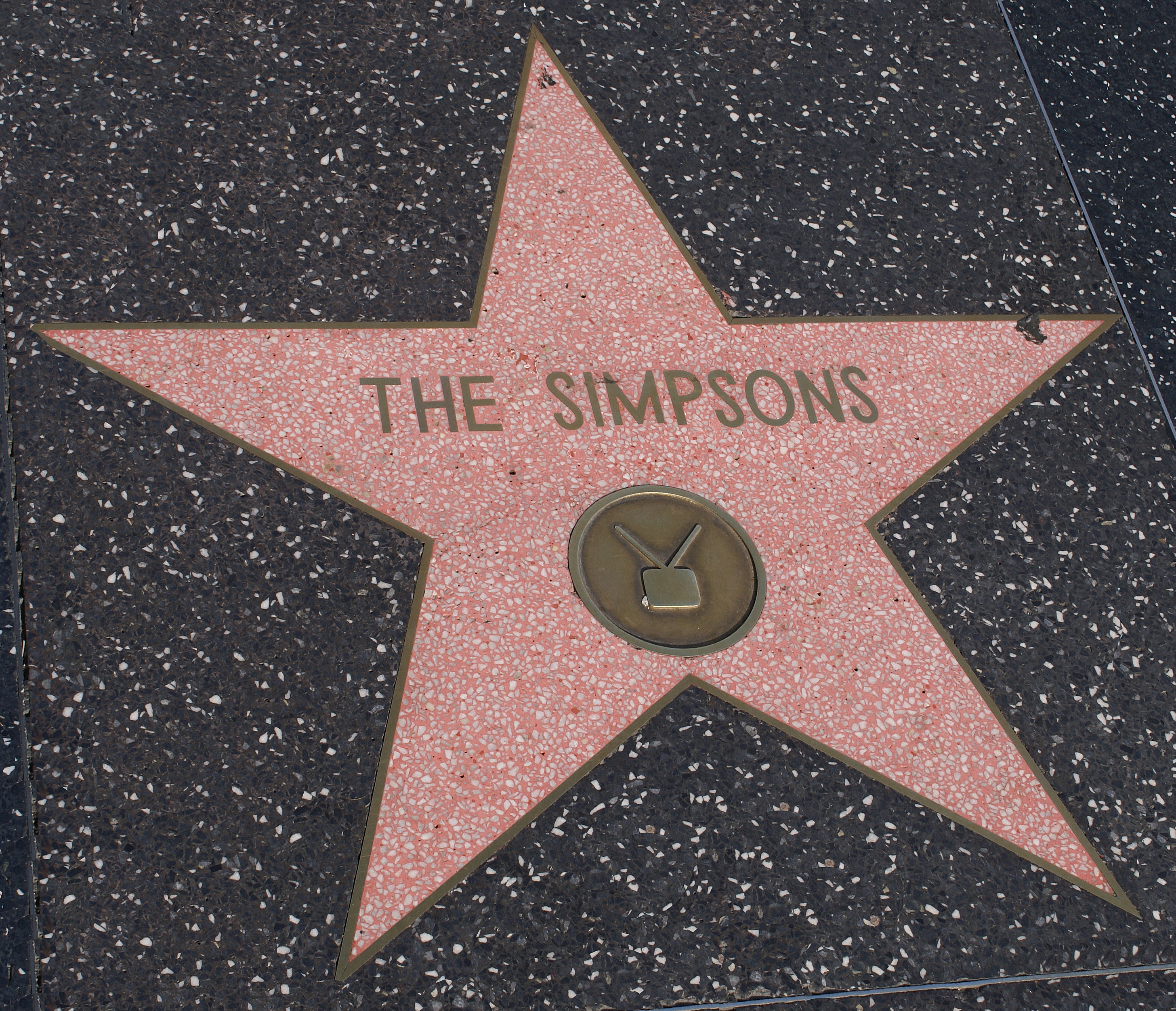
The Simpsons na Calçada da Fama em Hollywood, Los Angeles

The Simpsons venceu vários prêmios diferentes, como 31 Emmys, dez dos quais na categoria de melhor programa de animação. Ao longo dos anos, o seriado conquistou um grande número de premiações e indicações, tanto nos Estados Unidos como em outros países. Os troféus não se limitam ao título de "melhor série animada", mas também incluem melhor direção, música, animação e muitas outras categorias. Entretanto, The Simpsons nunca foi indicado ao prêmio de Melhor Seriado de Comédia. James L. Brooks, produtor executivo do programa, recebeu dez Emmys por The Simpsons, assim como outros dez por outros programas, o que o faz a pessoa mais premiada, com vinte estatuetas. The Simpsons foi o primeiro programa animado a receber um Peabody. Em 2000, a família Simpson recebeu uma estrela na Calçada da Fama de Hollywood, Los Angeles.
The Simpsons também detém dois recordes mundiais presentes no Guinness Book of World Records: programa de animação do horário nobre com maior tempo no ar e seriado de televisão com mais convidados especiais. Em 2004, The Simpsons substituiu o sitcom The Adventures of Ozzie e Harriet (1952-1966) e foi a série (animada ou não) a ficar mais tempo no ar nos Estados Unidos. Em outubro de 2004, Scooby-Doo brevemente superou The Simpsons como a série norte-americana com mais episódios. No entanto, o cancelamento da série na época, após 371 episódios feitos, deu a oportunidade de The Simpsons recuperar o título, com 378 episódios, no final da 17ª temporada. Em maio de 2007 a animação chegou ao 400º episódio, no final da 18ª temporada. No entanto, mesmo detendo o recorde de maior número de episódios de uma série de animação estadunidense, fora desse país há séries com mais episódios. É também a sexto animação com mais episódios da história. Em outubro de 2011, a Fox anunciou que The Simpsons foi renovada para uma 24ª e 25ª temporadas, o que significa que o programa irá chegar a 559 episódios. Em 4 de outubro de 2013 a Fox anunciou que a série foi renovada para a 26ª temporada.

### Críticas e controvérsias
A natureza rebelde de Bart, que muitas vezes não é punido pelo seu mau comportamento, levou alguns pais conservadores a apresentá-lo como um modelo ruim para as crianças. Nas escolas, os professores afirmaram que Bart era uma "ameaça para a aprendizagem" por causa de sua atitude de "orgulho de suas más notas" e sua atitude negativa em relação a sua educação. Outros descreveram ele como "egoísta, agressivo e miserável". Em uma entrevista de 1991, Bill Cosby classificou Bart como um mau exemplo para as crianças e descreveu-o como "irritado, confuso e frustrado". Em resposta, Matt Groening, disse que "a maioria das pessoas se esforçam para ser normal, mas ele [Bart] acha que ser normal é chato e faz coisas que os outros não poderiam fazer". Em 27 de janeiro de 1992, o então presidente estadunidense George Bush disse: "Vamos continuar trabalhando para fortalecer a família americana, para fazer as famílias americanas serem mais parecidas com a dos Waltons e menos como a dos Simpsons". Os escritores rapidamente responderam ironicamente na forma de um pequeno segmento que foi transmitido três dias mais tarde antes de "Stark Raving Dad" em que Bart respondeu: "Hey, nós somos como os Waltons. Nós também oramos pelo fim da Grande Depressão".

Homer e Lisa no Rio de Janeiro durante o polêmico episódio da 13ª temporada "Blame It on Lisa" (2002).

Vários episódios da série têm gerado controvérsia. A família Simpson visitou a Austrália na sexta temporada no episódio "Bart vs. Australia" (1995) e o Brasil no episódio da 13ª temporada "Blame It on Lisa" (2002) e que provocou polêmica e reações negativas nos países visitados. Neste último caso, mostrou o Rio de Janeiro como uma cidade com ruas cheias de assassinos, sequestros, favelas, macacos infectados e ratos. O conselho de turismo da cidade ameaçou a Fox com uma ação judicial. Matt Groening ficou furioso e emitiu uma forte crítica para o episódio da sexta temporada "A Star is Burns" (1995). Ele pensou que era apenas publicidade para a série e que as pessoas o associam com ele de forma incorreta. Quando seus esforços para impedir que o episódio não fosse realizado, ele pediu que seu nome fosse apagado dos créditos e tornadas públicas as suas preocupações de criticar abertamente James L. Brooks e afirmar que o episódio "viola o universo de The Simpsons". Em resposta, Brooks disse: "Estou furioso com Matt, [...] sua opinião é permitida, mas criticar publicamente na imprensa... Ele já está indo longe demais. [...] O comportamento atual dele é terrível". O episódio da nona temporada "The Principal and the Pauper" (1997) é um dos mais controversos da série. Muitos fãs e críticos reagiram negativamente à revelação que o diretor Seymour Skinner, um personagem recorrente desde a primeira temporada era um impostor. O episódio tem sido criticado por Matt Groening e Harry Shearer, que dá voz ao personagem. Em uma entrevista de 2001, Shearer disse que, após ler o roteiro, disse: "Isso é muito ruim. Estão tomando algo que tem construído uma audiência para oito ou nove anos de investimento e jogando fora, sem uma boa razão, uma história que fizemos anteriormente para outros personagens. É muito arbitrário, gratuito e desrespeitoso com o público".
O programa teria sido tirado do ar em vários países. A China proibiu-o na televisão em horário nobre em agosto de 2006 , "em um esforço para proteger estúdios de animação da China". Em 2008, a Venezuela tirou o programa do ar no período da manhã, alegando que era "inadequado para crianças". No mesmo ano, várias igrejas pentecostais da Rússia exigiram que The Simpsons, South Park e algumas outras animações ocidentais fossem removidas da transmissão por "propaganda de vários vícios". No entanto, uma decisão de um tribunal posteriormente indeferiu o pedido.

### Críticas de qualidade em declínio

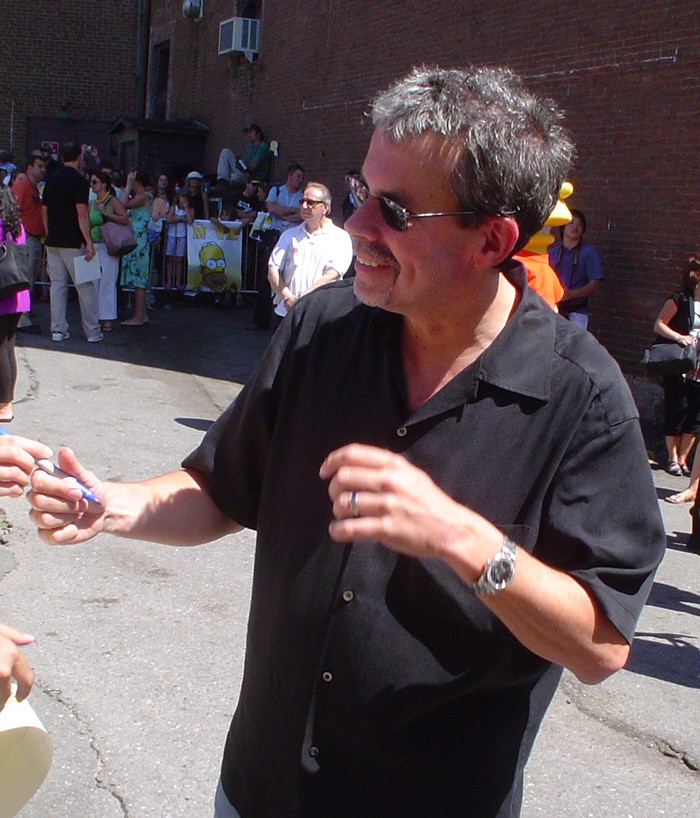
Mike Scully, que foi showrunner da nona até a 12ª temporada, foi alvo de críticas pelo declínio na qualidade da série.

Os críticos avaliaram os primeiros episódios de The Simpsons com elogios, tais como a sua sagacidade, realismo e inteligência. No final de 2000, em torno da transmissão da décima temporada, o tom e a ênfase do show começaram a mudar. Alguns críticos começaram a demonstrar "cansaço" em relação ao programa. Em 2000, alguns fãs antigos demonstraram-se desiludidos com a série e apontaram uma mudança de caráter dos personagens e que estavam cansados das suas "palhaçadas bobas". A BBC disse que "o consenso comum é que a "era de ouro" de The Simpsons terminou depois da nona temporada", enquanto Todd Leopold, da CNN, ao perceber o seu declínio, afirmou que "para muitos fãs [...] os dias de glória do programa fazem parte do passado". Jim Schembri do Sydney Morning Herald classificou a série como "um marco cultural há pelo menos dois, possivelmente três gerações de batatas de sofá", mas alegou que o programa perdeu qualidade. Ele atribuiu este fato a um abandono de personagens e o excesso de aparições de celebridades e referências à cultura popular. Schembri ainda escreveu diversas outras críticas negativas sobre a qualidade da série.
O autor Douglas Coupland afirmou que as reivindicações de declínio da qualidade da série são uma "bobagem", dizendo que "The Simpsons não se atrapalhou por catorze anos, é pouco provável que se iria se atrapalhar agora". Mike Scully, que foi showrunner da série, tem sido objeto de críticas. Chris Suellentrop, escreveu que "sob a posse de Scully, The Simpsons tornou-se, assim, um desenho animado. [...] Antes os episódios terminavam com Homer e Marge andando de bicicleta no pôr do sol e agora terminam com Homer soprando um dardo tranquilizante no pescoço dela. O programa ainda é engraçado, mas não é mais como antes". Quando perguntado, em 2007, sobre como a longevidade da série é sustentada, Scully brincou: "Abaixe seus padrões de qualidade. Uma vez que você fez alguma coisa você pode continuar com ela para sempre."
Em 2003, para comemorar o 300º episódio da série, o USA Today publicou um par de artigos relacionados com The Simpsons: uma lista de episódios escolhidos pelo webmaster do fansite The Simpsons Archive e uma lista feita pelos próprios roteiristas de The Simpsons. O episódio mais recente listado pelos fãs foi, "Homer's Phobia" (1997); a escolha mais recente dos roteiristas foi o episódio "Behind the Laughter". Em 2004, Harry Shearer criticou o que ele percebeu como a deterioração da qualidade do programa: "Eu classificaria as últimas três temporadas como entre as piores e ainda diria que a quarta temporada parece a melhor temporada para mim até agora." Em resposta, Dan Castellaneta afirmou: "Eu não concordo, [...] Eu acho que o problema é que Harry acha que o programa não é tão fundamentado, como era nas primeiras três ou quatro temporadas."
Apesar das críticas, The Simpsons ainda consegue manter uma grande audiência e atrai muitos novos fãs. Enquanto na primeira temporada a série tinha uma média de 13,4 milhões telespectadores por episódio nos Estados Unidos, na 21ª temporada teve uma média de 7,2 milhões de telespectadores. Em uma entrevista de abril de 2006, Matt Groening disse: "Eu honestamente não vejo nenhum fim à vista. Eu acho que é possível que o programa vai ficar muito complicado financeiramente ... mas agora, o programa é criativo, eu acho que, como bom ou melhor do que nunca. A animação é incrivelmente detalhada e imaginativa e as histórias fazem coisas que não fizemos antes. Então, criativamente não há nenhuma razão para acabar.

## Outras mídias

### Quadrinhos
Inúmeras histórias em quadrinhos relacionadas aos Simpsons foram publicadas ao longo dos anos. Até agora, nove séries de quadrinhos foram publicadas pela Bongo Comics desde 1993. Os primeiros quadrinhos baseados em The Simpsons surgiram em 1991 na revista Simpsons Illustrated, que acompanha o programa. A história em quadrinhos eram populares e uma história em quadrinhos intitulada Simpsons Comics and Stories, que contém quatro histórias diferentes, foi lançada em 1993 para os fãs. O livro foi um sucesso e, por isso, o criador de The Simpsons, Matt Groening e seus companheiros Bill Morrison, Mike Rote, Steve Vance e Cindy Vance criaram a editora Bongo Comics. Edições de Simpsons Comics, Bart Simpson's Treehouse of Horror e Bart Simpson foram recolhidas e reimpressas em brochuras comerciais nos Estados Unidos pela HarperCollins.

### Filme

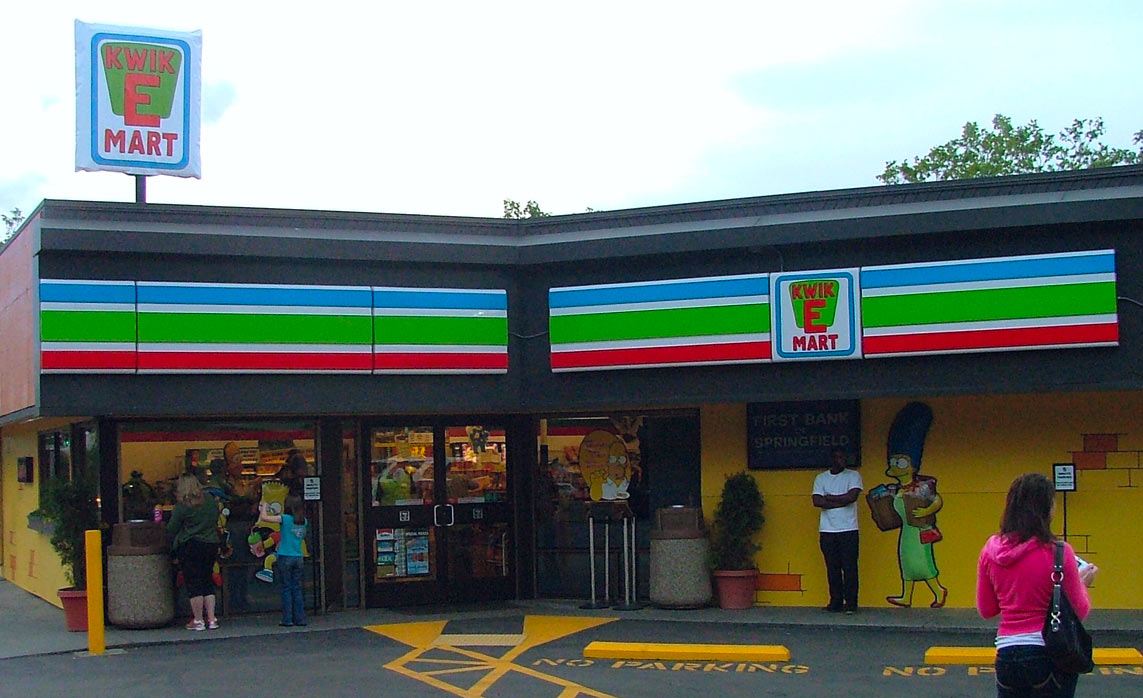
7-Eleven transformado em um Kwik-E-Mart como parte da divulgação de Os Simpsons: o Filme.

Fox, Gracie Films e Film Roman produziram um filme de animação baseado em The Simpsons que estreou em 27 de julho de 2007. O filme foi dirigido por David Silverman e escrito por uma equipe de escritores composta por Matt Groening, James L. Brooks, Al Jean, George Meyer, Mike Reiss, John Swartzwelder, Jon Vitti, David Mirkin, Mike Scully, Matt Selman e Ian Maxtone-Graham. A equipe anteriormente afirmou que apenas iria fazer um filme quando a série terminasse, mas o programa ainda está em transmissão. A primeira tentativa de trazer The Simpsons para o cinema foi com o enredo do episódio de Kamp Krusty, mas os escritores tiveram problemas na tentativa de fazer uma longa história no roteiro de um filme.
Os Simpsons: o Filme bateu recorde de bilheteria, com um total de 74 milhões de dólares em sua primeira semana de exibição. Em 17 de dezembro de 2007 o filme tinha arrecadado em todo o mundo cerca de 530 milhões de dólares.

### DVD
Muitas temporadas da série foram lançados em VHS e DVD. Quando o da primeira temporada começou a ser vendido em 2001, rapidamente se tornou o DVD de um programa de televisão mais vendido da história, mas foi superado pela primeira temporada de The Chappelle's Show. Especificamente, as temporadas de 1 a 14 e a 20ª (em sua edição especial) saíram em DVD nos Estados Unidos, Europa, Austrália, Nova Zelândia e América Latina e é planejado lançar mais temporadas no futuro.

### Música
Coleções das músicas originais baseadas na série foram lançadas nos álbuns Songs in the Key of Springfield, Go Simpsonic with The Simpsons e The Simpsons: Testify. A maioria das músicas foram criadas com o propósito de ser um single, sendo que não participaram do programa. O álbum The Simpsons Sing the Blues foi lançado em setembro de 1990 e foi um sucesso, conquistando o 3º lugar no Billboard 200, e foi premiado duas vezes pela Recording Industry Association of America. O primeiro single da música Do the Bartman, interpretada por Nancy Cartwright, foi lançado dia 20 de novembro de 1990. Michael Jackson escreveu essa música, porém ele não levou nenhum crédito por isso. The Yellow Album foi lançado em 1998 e é a continuação do álbum The Simpsons Sing the Blues. Sua reputação foi baixíssima e não tornou-se popular em nenhum lugar do país.

### Videogames
Produtoras de jogos eletrônicos adaptaram Springfield diversas vezes, a primeira sendo em um fliperama lançado pela Konami em 1991. Mais de 20 jogos já foram lançados, com os mais recentes sendo paródias de jogos atuais: The Simpsons Wrestling parodia jogos de luta da WWE, The Simpsons Road Rage parodia Crazy Taxi, The Simpsons Skateboarding parodia Tony Hawk's Pro Skater e The Simpsons Hit and Run parodia a série GTA. O mais novo, The Simpsons Game, lançado em 2007, parodia jogos como Katamari Damacy, Shadow of the Colossus e Everquest. Duas máquinas de pinball dos Simpsons também foram lançadas.

### The Simpsons Ride

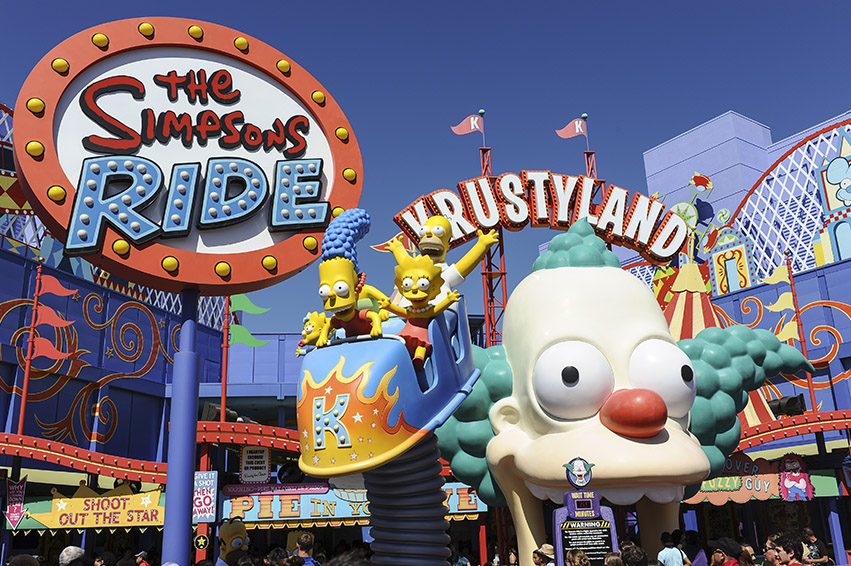
The Simpsons Ride no Universal Studios, em Orlando, Flórida.

Em 25 de abril de 2007 foi anunciada oficialmente a instalação de uma atração de simulação chamado The Simpsons Ride no Universal Studios Orlando e Universal Studios Hollywood. Foi inaugurado oficialmente em 15 de maio de 2008 na Flórida e 19 de maio daquele ano em Hollywood. Na atração, os usuários visitam um parque temático chamado "Krustyland", voltado ao personagem Krusty. Como na série, Sideshow Bob escapou da prisão para se vingar de Krusty e da família Simpson.

Tem mais de 24 personagens recorrentes na série e as vozes são interpretadas pelo elenco de costume, além de Pamela Hayden, Russi Taylor e Kelsey Grammer. Harry Shearer decidiu não participar, de forma que nenhum dos personagens que ele dubla regularmente na série têm partes vocais na atração. James L. Brooks, Matt Groening e Al Jean trabalharam com a Universal Creative, a equipe criativa da Universal Studios, para ajudar a desenvolver a atração. A simulação dura seis minutos com telas IMAX que utilizam mais de 24 metros de projetores da Sony. Há 24 carros para um passeio, cada um com capacidade para oito pessoas, que podem viajar com cerca de 2000 pessoas por hora. Para ocorrer a animação durante o passeio, são usadas imagens de computador, feitas pela Blur Studio e Reel FX ao invés da animação bidimensional, tradicional em The Simpsons. A atração da Flórida registrou um milhão de visitantes em 14 de julho de 2008.